# سليمان ورق
سليمان ورق ولد في 28 يوليو 1955 في تونس العاصمة، هو مصرفي وسياسي تونسي.

## السيرة الذاتية

### الدراسات
تحصل سليمان ورق على الأستاذية في القانون الخاص، ثم تابع دراسات المرحلة الثالثة بمعهد التقنيات المصرفية بباريس.

أجرى من جهة أخرى عدة تربصات في عديد المصارف التونسية والدولية حول «آليات تمويل والنهوض بالمؤسسات الصغرى والمتوسطة» وكذلك حول «التمويل متناهي الصغر كألية لمقاومة الفقر والتهميش».

### المسار المهني والسياسي
بدأ سليمان ورق حياته المهنية في ديسمبر 1981 حيث انضم للصندوق القومي للإدخار السكني (بنك الإسكان حاليا)، قبل أن يعين بالإدارة العامة للمالية بوزارة التخطيط والمالية. بين أبريل 1999 ونوفمبر 2004، كان المدير العام للبنك التونسي للتضامن.

من أهم المناصب التي شغلها كانت إشرافه على الإدارة العامة للديوانة (الجمارك) بين 4 نوفمبر 2004 وديسمبر 2010.

عين في 29 ديسمبر 2010 في منصب وزير التجارة والصناعات التقليدية في حكومة محمد الغنوشي الأولى، إلا أنه لم يبقى في منصبه سوى أقل من ثلاثة أسابيع حيث أقيل في 17 يناير 2011 يومين بعد سقوط نظام الرئيس زين العابدين بن علي إثر الثورة التونسية.

## التتبعات القضائية
بعد الثورة التونسية، تم سجن سليمان ورق في 7 أبريل 2011 في إطار قضية فساد مالي في وزارة المالية، بينما وقع الإفراج عليه في هذه القضية في 18 فبراير 2014. 

في بداية نوفمبر 2017، قضت المحكمة الابتدائية بتونس على سليمان ورق بما مجموعه 24 سنة سجن في أربعة تهم في إطار قضية فساد تتعلق بالانتدابات في الديوانة التونسية بين 2008 و2010، وكانت القضية قد أثيرت لأول مرة عبر لجنة تقصي الحقائق عن الفساد والرشوة. وصدرت في حقه بطاقة إيداع بالسجن مع النفاذ العاجل في 26 ديسمبر 2017. تم الإفراج عليه في 23 يناير 2018 بعد نقض الحكم. 

حكم عليه أيضا بعد الثورة ب3 سنوات سجن في قضية فساد تتعلق بتصدير النحاس للخارج، إلا أنه أفرج عليه وبقيت القضية في دور الاستئناف، ومن المقرر أن يصدر حكم نهائي في آخر أكتوبر 2018.

## الحياة الخاصة
سليمان ورق متزوج وأب لولد وبنتين.

## التشريفات
- وسام الشغل في 2003.[1]
- الصنف الثالث من وسام الجمهورية (تونس) في 2006.[1]
- الصنف الثالث من وسام 7 نوفمبر 1987 في 2007.[1]
- الصنف الثالث من وسام حفظ النظام في 2009.